# Вікторія Теннант
Вікторія Теннант (англ. Victoria Tennant; нар. 30 вересня 1950) — британська кіно- та телеакторка.

## Біографія
Народилася 1950 року у Лондоні. Мати — російська балерина Ірина Баронова, прима балету «Русе де Монте-Карло». Батько — Сесіл Теннант, продюсер медіакомпанії MCA.
Вікторія навчалася спершу в Елмхерстській школі балету, а потім (протягом двох років) у Центральній школі мовлення та драматургії.
Після кількох ролей у британських та інших європейських фільмах, включаючи «Дочка Рагмана» та «Планета жахів», вона емігрувала до Сполучених Штатів. Там знялася у телевізійних міні-серіалах «Вітри війни» і «Війна та пам'ять», а також у таких фільмах, як «Оповідь служниці» і «Бестселер». Вона зіграла у двох фільмах зі Стівом Мартіном, своїм майбутнім чоловіком: «Весь я» і «Лос-Анджелеська історія».

## Фільмографія

### Фільми
| Рік  | Українська назва              | Оригінальна назва                 | Роль                                 | Примітки |
| ---- | ----------------------------- | --------------------------------- | ------------------------------------ | -------- |
| 1972 | Дочка Рагмана                 | The Ragman's Daughter             | Доріс Рендел                         |          |
| 1980 | Пси війни                     | The Dogs of War                   | гостя на вечірці                     |          |
| 1981 | Планета жахів                 | Inseminoid                        | Барбра                               |          |
| 1981 | Сфінкс                        | Sphinx                            | леді Карнарвон                       |          |
| 1982 |                               | Ich bin dein Killer               | Аннет Дорберг                        |          |
| 1983 | Поцілунок незнайомця          | Strangers Kiss                    | Керол Реддінг/Бетті                  |          |
| 1984 | Моє друге я                   | All of Me                         | Террі Госкінс                        |          |
| 1985 | Договір Голкрофта             | The Holcroft Covenant             | Гельда фон Тайболт / Гельда Теннісон |          |
| 1987 | Бестселер                     | Best Seller                       | Роберта Джилліан                     |          |
| 1987 | Квіти на горищі               | Flowers in the Attic              | Корін Доллагенгер                    |          |
| 1989 |                               | Fool's Mate                       | Еліс Гордон                          |          |
| 1990 | Оповідь служниці              | The Handmaid's Tale               | Аунт Лідія                           |          |
| 1990 | Шепіт                         | Whispers                          | Гіларі                               |          |
| 1991 | Лос-Анджелеська історія       | L.A. Story                        | Сара Макдавел                        |          |
| 1992 | Чума                          | The Plague                        | Алісія Ріо                           |          |
| 1996 |                               | Edie & Pen                        | блондинка з собакою                  |          |
| 1998 | Мумія Брема Стокера           | Bram Stoker's Legend of the Mummy | Мері                                 |          |
| 2008 |                               | The Awakening of Spring           | місіс Вудмен                         |          |
| 2009 | Ірен в часі                   | Irene in Time                     | Елеанор Єнсен                        |          |
| 2010 | Пекло Данте: Анімаційний епос | Dante's Inferno: An Animated Epic | Беатріс (озвучування)                | Video    |
| 2013 |                               | Pasadena                          | Елізабет Утлі                        |          |
| 2013 | Більше, ніж слова             | Louder Than Words                 | Лідія Торсбі                         |          |
| 2016 |                               | The List                          | Барбара                              |          |

### Телебачення
| Рік     | Українська назва             | Оригінальна назва                 | Роль                | Примітки                                   |
| ------- | ---------------------------- | --------------------------------- | ------------------- | ------------------------------------------ |
| 1979    | Шерлок Холмс і доктор Ватсон | Sherlock Holmes and Doctor Watson | Гелен Стонер        | Episode: «The Case of the Speckled Band»   |
| 1981    |                              | La Guerre des insectes            | Гелен Куртіс        | TV film                                    |
| 1982    | Невигадані історії           | Tales of the Unexpected           | Берніс              | Episode: «Who's Got the Lady?»             |
| 1983    | Вітри війни                  | The Winds of War                  | Памела Тедсбері     | TV miniseries                              |
| 1983    | Демпсі                       | Dempsey                           | Естель Тейлор       | TV film                                    |
| 1983    | Шефи                         | Chiefs                            | Тріш Лі             | TV miniseries                              |
| 1985    |                              | George Burns Comedy Week          |                     | Episode: «The Funniest Guy in the World»   |
| 1986    | В облозі                     | Under Siege                       | Глорія Гаррі        | TV film                                    |
| 1986    | Зона сутінків                | The Twilight Zone                 | Валентина           | Episode: «Червоний сніг»                   |
| 1986    | Альфред Хічкок представляє   | Alfred Hitchcock Presents         | Брайд               | Episode: «Deadly Honeymoon»                |
| 1988–89 | Війна та пам'ять             | War and Remembrance               | Памела Тедсбері     | 12 episodes                                |
| 1989    |                              | Voice of the Heart                | Франческа Каннінгем | TV film                                    |
| 1989    | Закон волі                   | Act of Will                       | Одра                | TV series                                  |
| 1994    | Людина зі сніжної річки      | The Man from Snowy River          | Аніта Гергрейвс     | Recurring role (5 episodes)                |
| 1997    | Діагноз: вбивство            | Diagnosis: Murder                 | Вікторічя Ларкін    | Episode: «Deadly Games»                    |
| 1999    | Провіденс                    | Providence                        | доктор Тойнтон      | Episode: «Blind Faith»                     |
| 2001    | Шоу Кріса Айзека             | The Chris Isaak Show              | Ірен                | Episode: «Dancin'»                         |
| 2001    | Сестра Марія пояснює все     | Sister Mary Explains It All       | Bitter Divorcee     | TV film                                    |
| 2004    | Військово-юридична служба    | JAG                               | Марта Сперлінг      | Episode: «The Man on the Bridge»           |
| 2007    | Клініка                      | Scrubs                            | Меггі Кент          | Episode: «My Scrubs»                       |
| 2008    | Монк                         | Monk                              | місіс Бенсон        | Episode: «Mr. Monk Paints His Masterpiece» |
| 2009    | Звір                         | Beast                             | Сюзен Редман        | Episode: «Infected»                        |
| 2011    |                              | William & Kate                    | Целія               | TV film                                    |